# Першайка
Першайка — річка у Воложинському районі, Мінська область, Білорусь. Права притока річки Іслоч (басейн Німану).

## Опис
Довжина річки 13 км, похил річки 6,2 м/км, площа басейну водозбору 67 км². Формується притоками, безіменними струмками та загатами. Річище за 1 км на західній стороні від села Першаі упродовж 1,2 км каналізоване.

## Розташування
Бере початок біля села Шараі. Тече переважно на південний захід через село Першаї (колишнє містечко) і біля села Яцкова-Замосна впадає в річку Іслоч, ліву притоку річки Березини.
Притоки: Баранівка, Літанка.

## Цікаві факти
- У XIX столітті на річці існували вітряний млин та декілька водяних млинів[2].